# مونت دي لي أبريل
مونت دي لي أبريل (بالإنجليزية: Mont de l'Arpille)‏ هو أحد جبال سلسلة كتلة مونت بلاك ويقع في كانتون فاليز في سويسرا. يحتل المرتبة رقم 370 في قائمة جبال سويسرا من حيث الارتفاع، إذ يبلغ ارتفاعه حوالي 2085 متر، بينما يبلغ ارتفاع نتوء الجبل 557 متر.